# Municipio de Barber (Minnesota)
El municipio de Barber (en inglés: Barber Township) es un municipio ubicado en el condado de Faribault en el estado estadounidense de Minnesota. En el año 2010 tenía una población de 248 habitantes y una densidad poblacional de 2,65 personas por km².

## Geografía
El municipio de Barber se encuentra ubicado en las coordenadas 43°43′14″N 93°56′51″O / 43.72056, -93.94750. Según la Oficina del Censo de los Estados Unidos, el municipio tiene una superficie total de 93.54 km², de la cual 93,53 km² corresponden a tierra firme y (0,02 %) 0,02 km² es agua.

## Demografía
Según el censo de 2010, había 248 personas residiendo en el municipio de Barber. La densidad de población era de 2,65 hab./km². De los 248 habitantes, el municipio de Barber estaba compuesto por el 96,37 % blancos, el 0,4 % eran amerindios, el 3,23 % eran de otras razas. Del total de la población el 4,44 % eran hispanos o latinos de cualquier raza.